# Mousa Nabipour
Mousa Nabipour (14 de agosto de 1983) é um basquetebolista profissional iraniano.

## Carreira
Mousa Nabipour integrou a Seleção Iraniana de Basquetebol, em Pequim 2008, que terminou na décima-primeira colocação.

## Títulos
Seleção Iraniana
- FIBA Campeonato Asiático: 2007